# Lothar Göttsche
Lothar Göttsche (* 21. Januar 1961 Sonderburg in Dänemark) ist ein deutscher Mathematiker, der sich mit algebraischer Geometrie beschäftigt.

## Leben und Wirken
Göttsche studierte 1982 bis 1988 Mathematik an der Universität Kiel und der Universität Bonn, wo er 1989 bei Friedrich Hirzebruch sein Diplom machte (Die Betti-Zahlen des Hilbert-Schemas für Unterschemata der Länge n auf einer glatten Fläche) und 1992 promovierte (Hilbert-Schemata für nulldimensionale Unterschemata glatter Flächen, erschienen in Lecture Notes in Mathematics Bd. 1572, 1994, Springer Verlag). 1992/93 war er als Post-Doc an der Universität Trento, danach am Max-Planck-Institut für Mathematik in Bonn, an der Universität Pisa und der Universität Stanford. 1997 habilitierte er sich in Bonn (Donaldson-invariants and modular forms). Er ist Forscher (Research Scientist) am International Center for Theoretical Physics (ICTP) in Triest.
Göttsche beschäftigte sich mit Modulräumen in der algebraischen Geometrie, unter anderem den von Alexander Grothendieck definierten Hilbert-Schemen von Punkten auf algebraischen Flächen. Er gab eine Formel für die erzeugende Funktion von topologischen Invarianten, den Betti-Zahlen, der Hilbert Schemen von Punkten auf algebraischen Flächen (über einem abgeschlossenen Körper der Charakteristik 0)  durch Werte der motivischen Zetafunktion. Er beschäftigte sich auch mit der Berechnung der Donaldson-Invarianten von 4-Mannigfaltigkeiten.
2002 war er Invited Speaker auf dem Internationalen Mathematikerkongress (ICM) in Peking (Hilbert Schemes of Points of Surfaces). Er ist Herausgeber der Zeitschrift „Geometry and Topology“. Er ist Fellow der American Mathematical Society.